# Howard Galganov
 (août 2013).
Si vous disposez d'ouvrages ou d'articles de référence ou si vous connaissez des sites web de qualité traitant du thème abordé ici, merci de compléter l'article en donnant les références utiles à sa vérifiabilité et en les liant à la section « Notes et références ».
Howard Galganov, né le 12 février 1950, est un militant politique et animateur de radio canadien.

## Biographie
Natif de Montréal, Howard Galganov étudie à l'Université Sir George Williams et se trouve marqué par la crise d'octobre, lorsque des membres du FLQ (Front de libération du Québec) capturent le ministre Pierre Laporte.
Dans les années 1990, il devient très critique du gouvernement canadien et du mouvement nationaliste québécois pour ne pas avoir suffisamment défendu les droits de la minorité anglophone du Québec. Il refuse de s'identifier comme Québécois.
Il fonde le comité d'action politique du Québec (QPAC) qu'il sert à titre de président jusqu'en 2000. Il proteste contre les inspecteurs linguistiques de l'Office de la langue française et exprime sa colère envers Raymond Villeneuve, qui a dénoncé les Juifs dans son journal La Tempête. Il admet lui-même avoir milité dans la section montréalaise de la Jewish Defense League du rabin américain Meir Kahane, considérée par le FBI dans un rapport sur le terrorisme comme « une organisation extrémiste juive violente ».
Son style ferme et très direct fait de lui un personnage controversé lors des débats polémiques au Canada. Son émission de radio Galganov in the morning est très écoutée sur CIQC, mais ses propos inflammatoires sont condamnés par le conseil canadien des normes de la radiotélévision en 1997.
Il écrit des articles dans plusieurs journaux et son livre Bastards est un meilleur vendeur en 1998. Ce livre attaquait l'élitisme, le nationalisme québécois et certains membres de la classe politique.
Son militantisme est mal vu par les nationalistes québécois et il a été la victime de plusieurs menaces de mort. Résidant à Saint-Lazare, il dirige l'entreprise Promar Inc. avec son épouse. Ciblé pour contrôle fiscal, il a depuis décidé de déménager à Alexandria en Ontario. 